# Оксид-дихлорид циркония
Оксид-дихлорид циркония — неорганическое соединение, оксосоль металла циркония и соляной кислоты с формулой ZrOCl2, белые кристаллы, хорошо растворяются в холодной воде, образует кристаллогидрат.

## Получение
- Растворение в разбавленной соляной кислоте дигидроксида-оксида циркония:

{\displaystyle {\mathsf {ZrO(OH)_{2}+2HCl\ {\xrightarrow {}}\ ZrOCl_{2}+2H_{2}O}}}
- Гидролиз хлорида циркония(IV):

{\displaystyle {\mathsf {ZrCl_{4}+H_{2}O\ {\xrightarrow {}}\ ZrOCl_{2}+2HCl}}}
- Реакция хлорида циркония(IV) с оксидом хлора в четырёххлористом углероде:

{\displaystyle {\mathsf {ZrCl_{4}+Cl_{2}O\ {\xrightarrow {}}\ ZrOCl_{2}+2Cl_{2}}}}

## Физические свойства
Оксид-дихлорид циркония образует белые кристаллы ромбической сингонии, параметры ячейки a = 0,9687 нм, b = 1,0589 нм, c = 0,9143 нм.
Хорошо растворяется в холодной воде, реагирует с горячей.
Растворяется в этаноле и диэтиловом эфире.
Образует кристаллогидрат ZrOCl2•8H2O, который имеет реальное строение [Zr4(H2O)16(OH)8]Cl8•12H2O.

## Химические свойства
- Безводную соль получают сушкой кристаллогидрата:

{\displaystyle {\mathsf {ZrOCl_{2}\cdot 8H_{2}O\ {\xrightarrow {250^{o}C}}\ ZrOCl_{2}+8H_{2}O}}}
- Разлагается при нагревании:

{\displaystyle {\mathsf {2ZrOCl_{2}\ {\xrightarrow {250^{o}C}}\ ZrCl_{4}+ZrO_{2}}}}
{\displaystyle {\mathsf {ZrOCl_{2}\cdot 8H_{2}O\ {\xrightarrow {300^{o}C}}\ ZrO_{2}+2HCl+7H_{2}O}}}
- Реагирует с горячей водой:

{\displaystyle {\mathsf {2ZrOCl_{2}+6H_{2}O\ {\xrightarrow {90^{o}C}}\ Zr_{2}O_{3}Cl_{2}\cdot 5H_{2}O\downarrow +2HCl}}}
- С перегретым па́ром реакция идёт дальше:

{\displaystyle {\mathsf {ZrOCl_{2}+H_{2}O\ {\xrightarrow {300^{o}C}}\ ZrO_{2}+2HCl}}}
- Растворяется в концентрированной соляной кислоте:

{\displaystyle {\mathsf {3ZrOCl_{2}+3H_{2}O\ {\xrightarrow {HCl}}\ [Zr_{3}Cl_{3}(OH)_{6}]Cl_{3}}}}
- Реагирует с щелочами:

{\displaystyle {\mathsf {ZrOCl_{2}+2NaOH\ {\xrightarrow {}}\ ZrO(OH)_{2}\downarrow +2NaCl}}}
- Вступает в обменные реакции:

{\displaystyle {\mathsf {ZrOCl_{2}+Na_{2}S+2H_{2}O\ {\xrightarrow {}}\ ZrO(OH)_{2}\downarrow +H_{2}S\uparrow +2NaCl}}}
{\displaystyle {\mathsf {ZrOCl_{2}+Na_{2}CO_{3}+H_{2}O\ {\xrightarrow {}}\ ZrO(OH)_{2}\downarrow +CO_{2}\uparrow +2NaCl}}}
- Реагирует с ортосиликатом натрия в кислой среде:

{\displaystyle {\mathsf {ZrOCl_{2}+Na_{4}SiO_{4}+4HCl\ {\xrightarrow {}}\ ZrSiO_{4}\downarrow +4NaCl+H_{2}O}}}